# Escudo de Abella de la Conca

Representación del escudo de armas de Abella de la Conca.

El escudo de armas de Abella de la Conca se describe, según la terminología precisa de la heráldica, por el siguiente blasón:

Escudo en losange de ángulos rectos: de sable, una abeja volando de oro. Al timbre, una corona de barón.

## Diseño
La composición está formada por tanto, sobre un fondo en forma de cuadrado apoyado sobre una de sus aristas (escudo de ciudad) según la configuración difundida en Cataluña, y otros lugares de la antigua Corona de Aragón, al haber sido adoptada por la administración en sus especificaciones para el diseño oficial, de color negro (sable), con una representación de una abeja volando, con las alas extendidas, dejando ver los dos pares que tienen, en color amarillo (oro). Está acompañado en la parte superior de un timbre en forma de corona de barón.

## Historia
Se trata de una composición de carácter carácter parlante, los esmaltes, oro y sable, son los mismos que los de las armas de los Abella, antiguos señores de la baronía de Abella, el centro de la cual era el castillo de la villa, documentado desde el siglo XI, hecho que se ve reflejado en el timbre del escudo con la corona de barón.

Antiguo escudo municipal de Abella de la Conca.

Este blasón fue aprobado el 21 de junio de 1984 y publicado en el DOGC nº 457 de 1 de agosto del mismo año. Sustituye al antiguo escudo municipal, que se solía representar con forma ibérica (cuadrilongo con punta redondeada), y que como diferencia en el composición, tenía el campo de color rojo (gules). Abella de la Conca fue uno de los primeros municipios en oficializar el escudo según las recomendaciones de la Generalidad de Cataluña.